# Rhyparochromidae
Famille
Les Rhyparochromidae sont une famille d'insectes de l'ordre des hémiptères, du sous-ordre des hétéroptères (punaises) et de la super-famille des Lygaeoidea, dont elle est la famille la plus diversifiée.

## Description
Les membres de cette famille sont le plus souvent de couleur sombre, surtout brun, avec parfois du blanc et du noir, ou entièrement noirs. Ils sont souvent myrmécomorphes. Tous les stigmates abdominaux (ou spiracles) sont ventraux, et, cas unique chez les Lygaeoidea, des trichobothries sont présentes sur la tête. Chez les femelles, l'ovipositeur ne divise que le septième segment de l'abdomen, mais pas le sixième. La suture entre les sternites (segments abdominaux ventraux) 4 et 5 est incurvée (les parties latérales plus en avant), et n'atteint pas les bords de l'abdomen (sauf chez les Plinthisinae). Les fémurs antérieurs sont souvent renflés, avec des fortes épines à leur face inférieure. Les trichobothries abdominales vont par trois, submédialement sur les segments 3 et 4, par trois latéralement sur les segments 5 et 6, et par 2 latéralement sur le septième segment. Leur taille varie de 1 à près de 20 mm,,,. 

## Répartition et habitat
Cette famille a une répartition cosmopolite, avec des répartitions plus restreintes pour certaines tribus,. 

## Biologie
La grande majorité est granivore, vivant le plus souvent dans la litière du sol. Toutefois certaines sont hématophages (tribu des Cleradini). Elles vivent pour la plupart dans la litière de détritus végétaux, et rarement sur les plantes elles-mêmes, avec toutefois certaines exceptions comme Acompus rufipes (sur Valériane), Gastrodes (sur cônes de Pinaceae), Hyalochilus sur Parietaria.

## Systématique
La famille des Rhyparochromidae a été décrite par les entomologistes français Amyot & Serville, en 1843. Ce taxon a porté plusieurs noms (Myodochina, Pachymeriidae, Aphanini, Megalonotinae). Il a pendant longtemps été considéré comme une sous-famille au sein des Lygaeidae alors conçus comme un ensemble très large. 
Les divisions internes ont d'abord été établies par Carl Stål, qui décrit en 1872 les tribus des Drymini, des Gonianotini, des Lethaeini, des Myodochini et des Rhyparochromini. Des ajouts ultérieurs ont établi les Cleradini (Stål toujours, en 1874) et les Stygnocorini (Gulde, 1936). En 1957, Slater sépare les Megalonotini des Rhyparochromini, et avec Merrill Sweet, en 1961, établit les Plinthisini (aujourd'hui Plinthisinae). En 1964, Ashlock sépare les Lethaeini, alors polyphylétiques en 3 groupes, en créant les Antillocorini et les Targaremini. Sweet, en 1964 et 1967, établit encore les Ozophorini et extrait les Udeocorini des Myodochini. Enfin, en 1982, Slater et Woodward établissent les Lilliputocorini. 
En 1997, Thomas J. Henry, dans son analyse cladistique des Lygaeoidea, élève les Rhyparochromidae au rang de famille à part entière, avec deux sous-familles, les Plinthisinae (anciens Plinthisini) et les Rhyparochrominae, qui comprennent toutes les autres tribus. Les critères principaux pour distinguer les divisions internes (sous-familles et tribus) sont notamment la disposition des stigmates (ou spiracles) et des thrichobothries abdominales.

Cette famille comprend deux sous-familles, quatorze tribus, 372 genres et 1850 espèces, ce qui en fait la famille la plus diversifiée parmi les Lygaeoidea, avec près de 45% des espèces de la cette super-famille. Le site Lygaeoidea Species Files présente un catalogue en ligne.

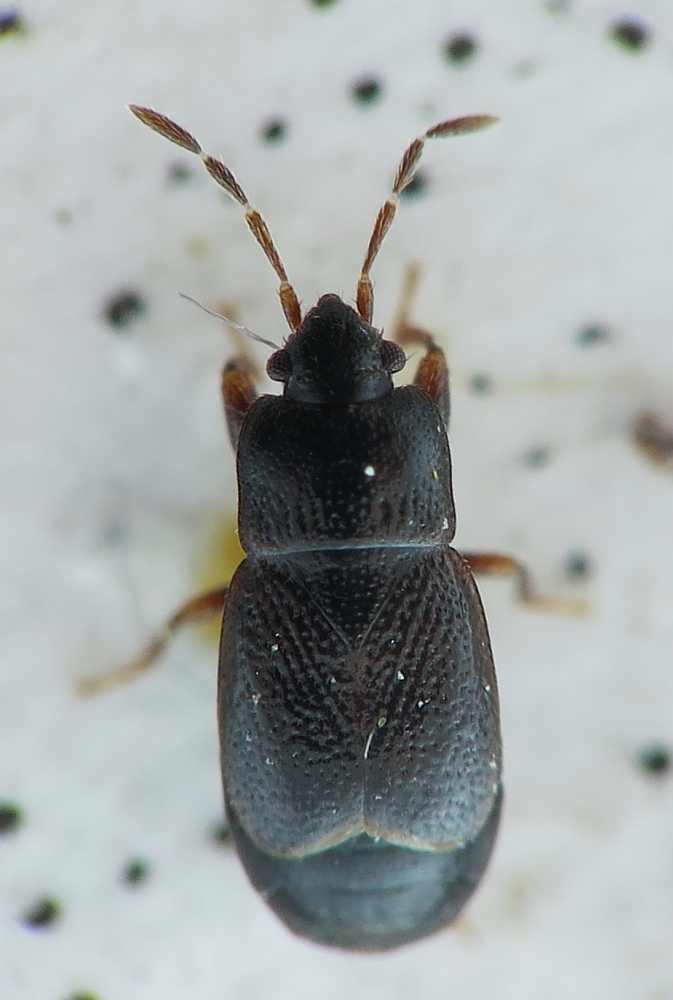
Plinthisinae : Plinthisus pusillus, Finlande.
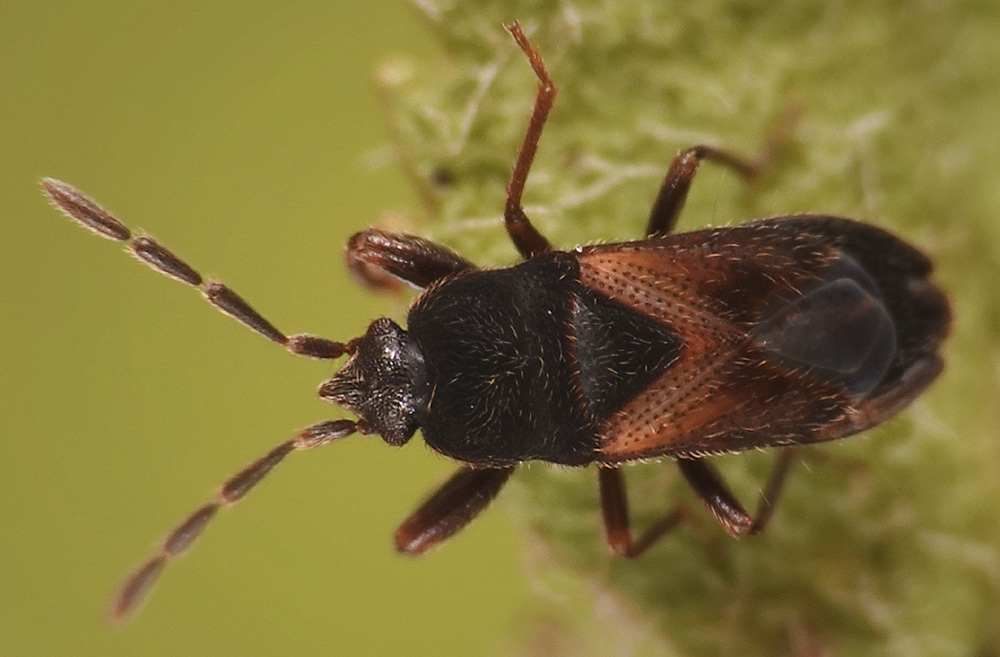
Antillocorini : Tropistethus holosericeus, Finlande.
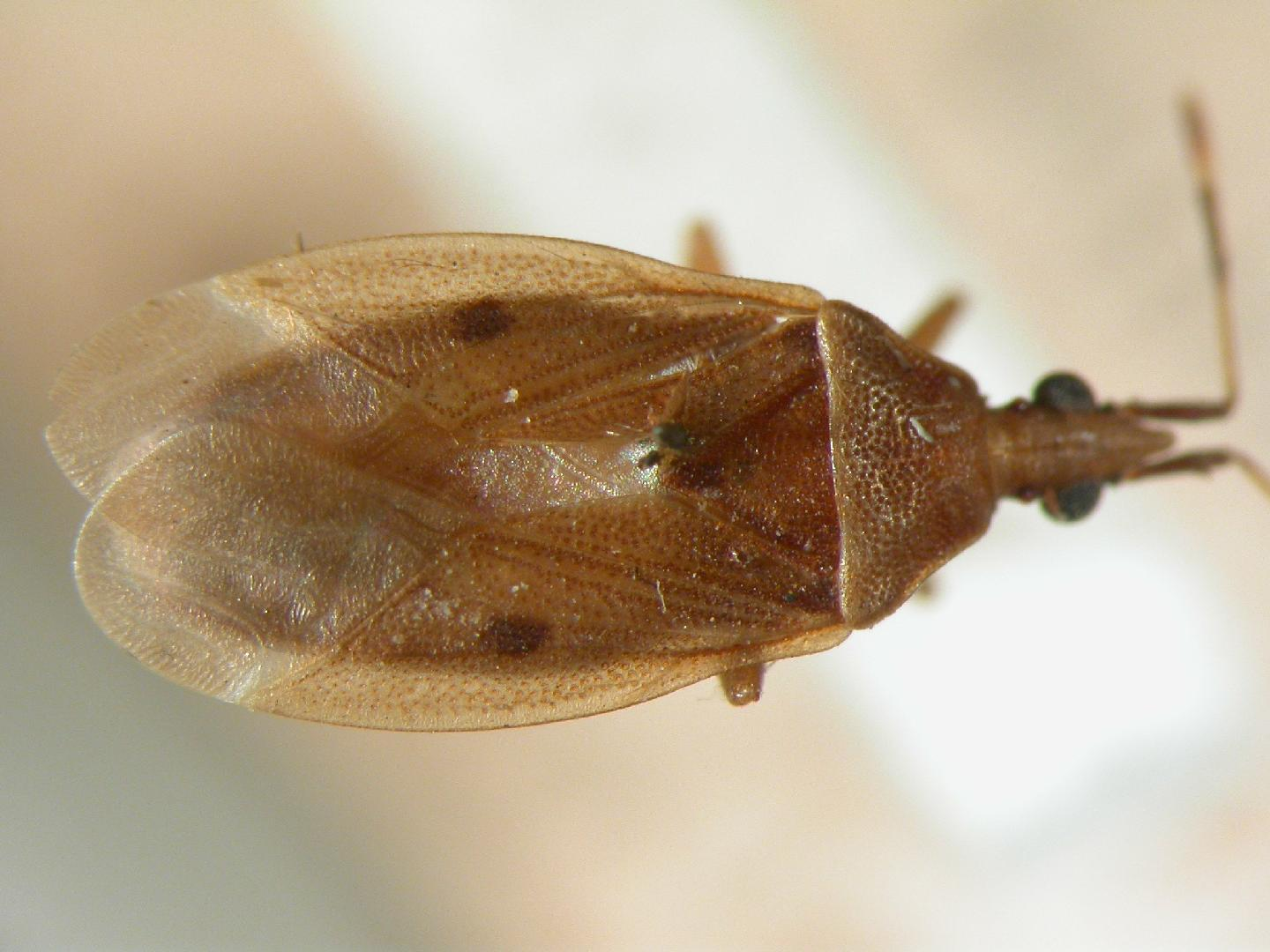
Cleradini : Clerada bipunctata.
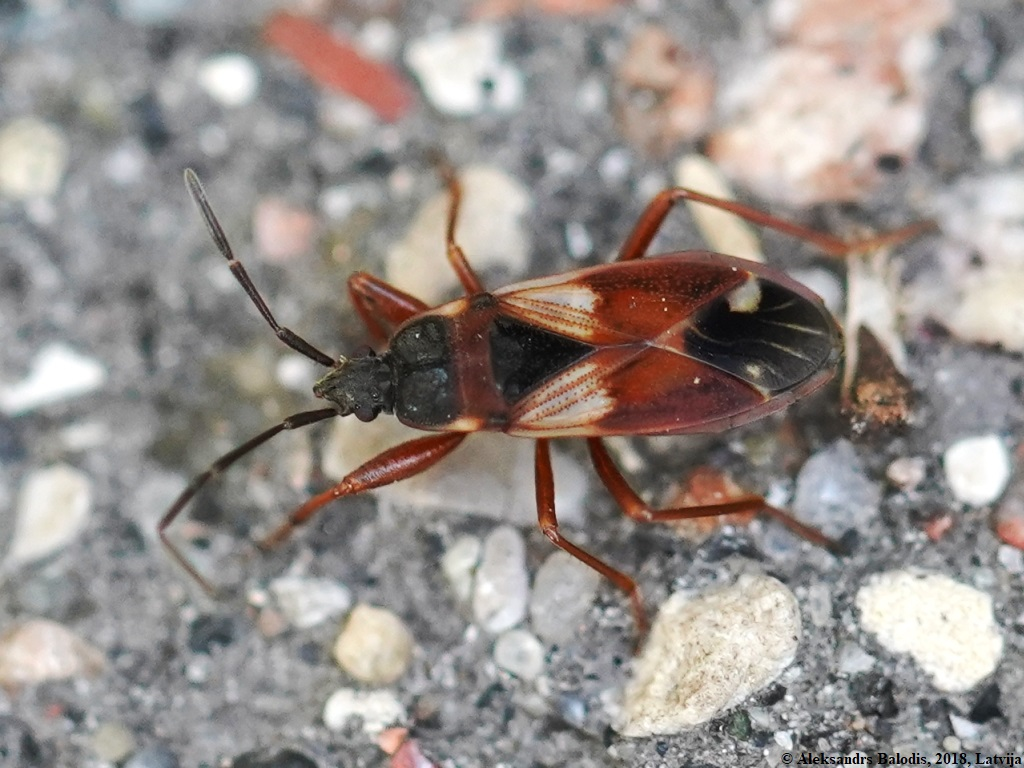
Drymini : Eremocoris abietis, Lettonie.
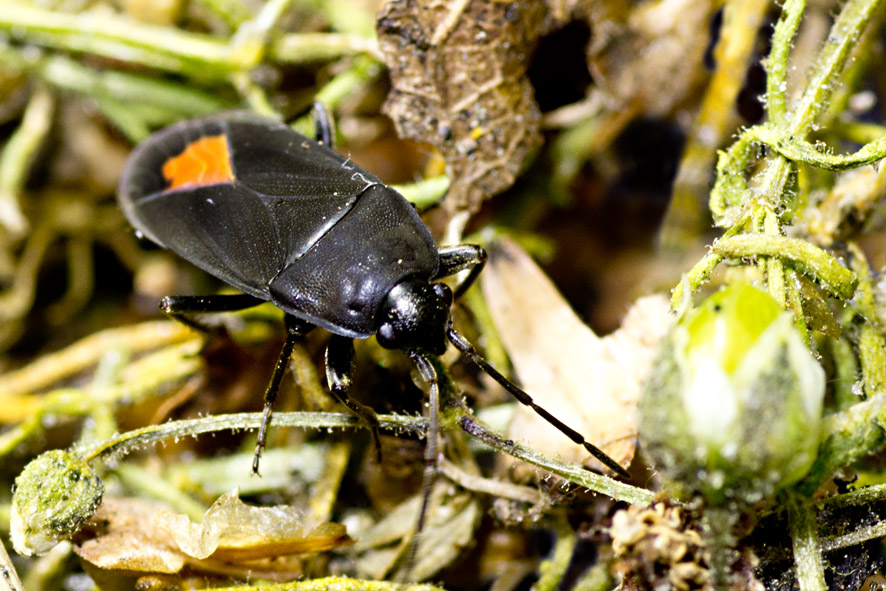
Gonianotini : Aphanus rolandri.
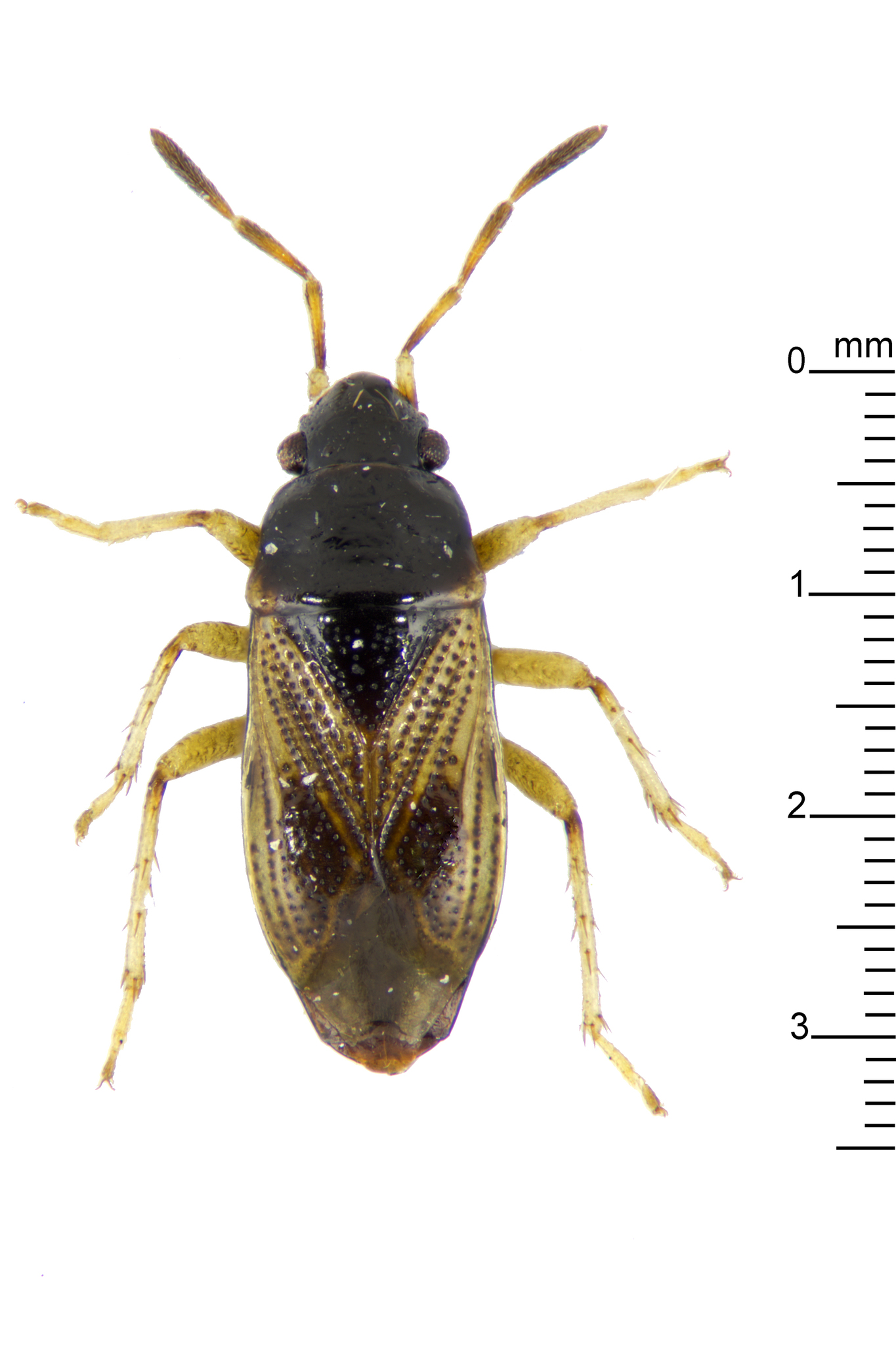
Lethaeini : Diniella pallipes.
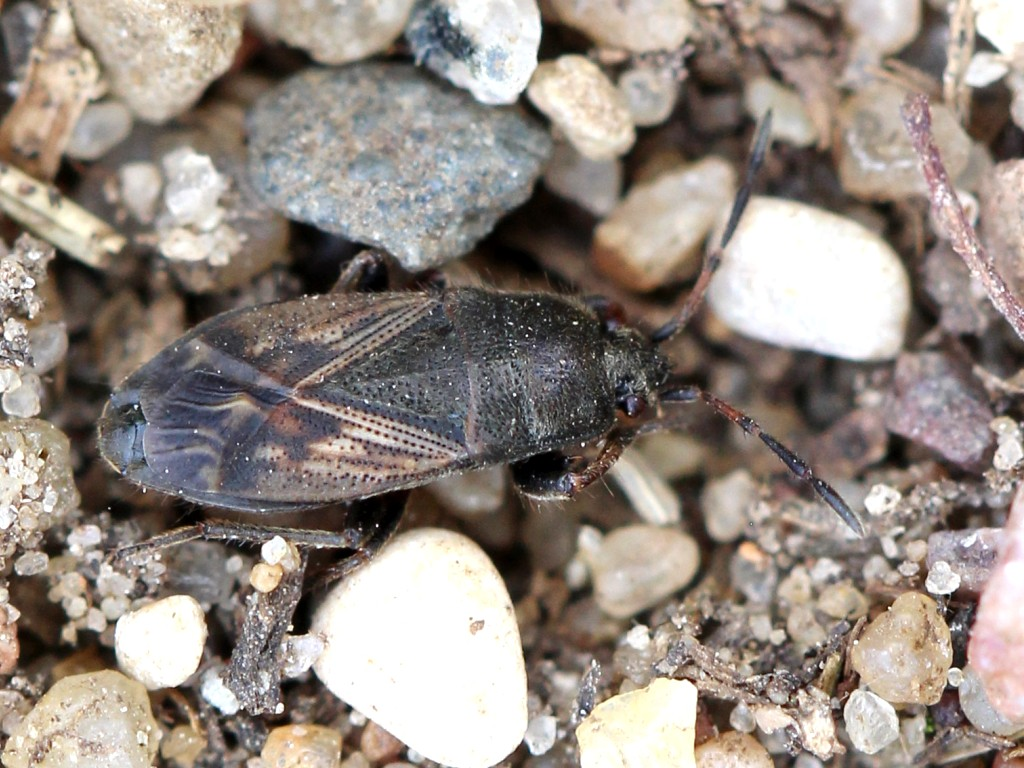
Megalonotini : Megalonotus chiragra.
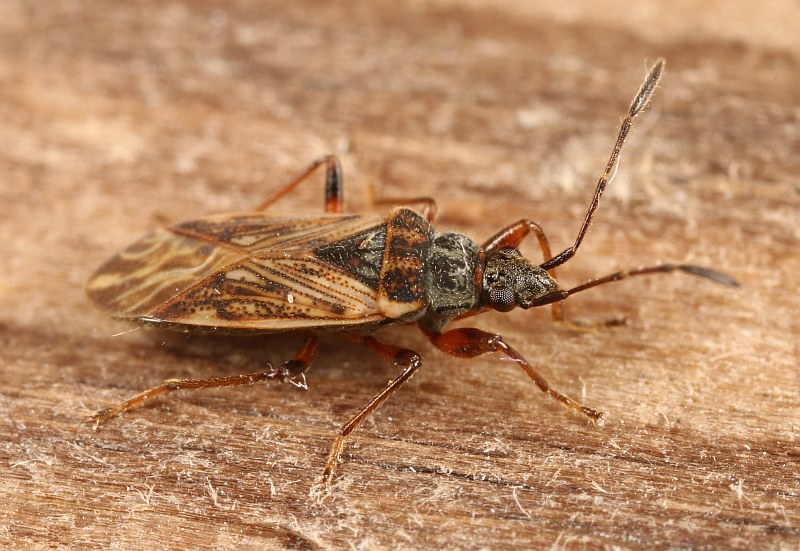
Myodochini : Pachybrachius fracticollis, Pays-Bas.
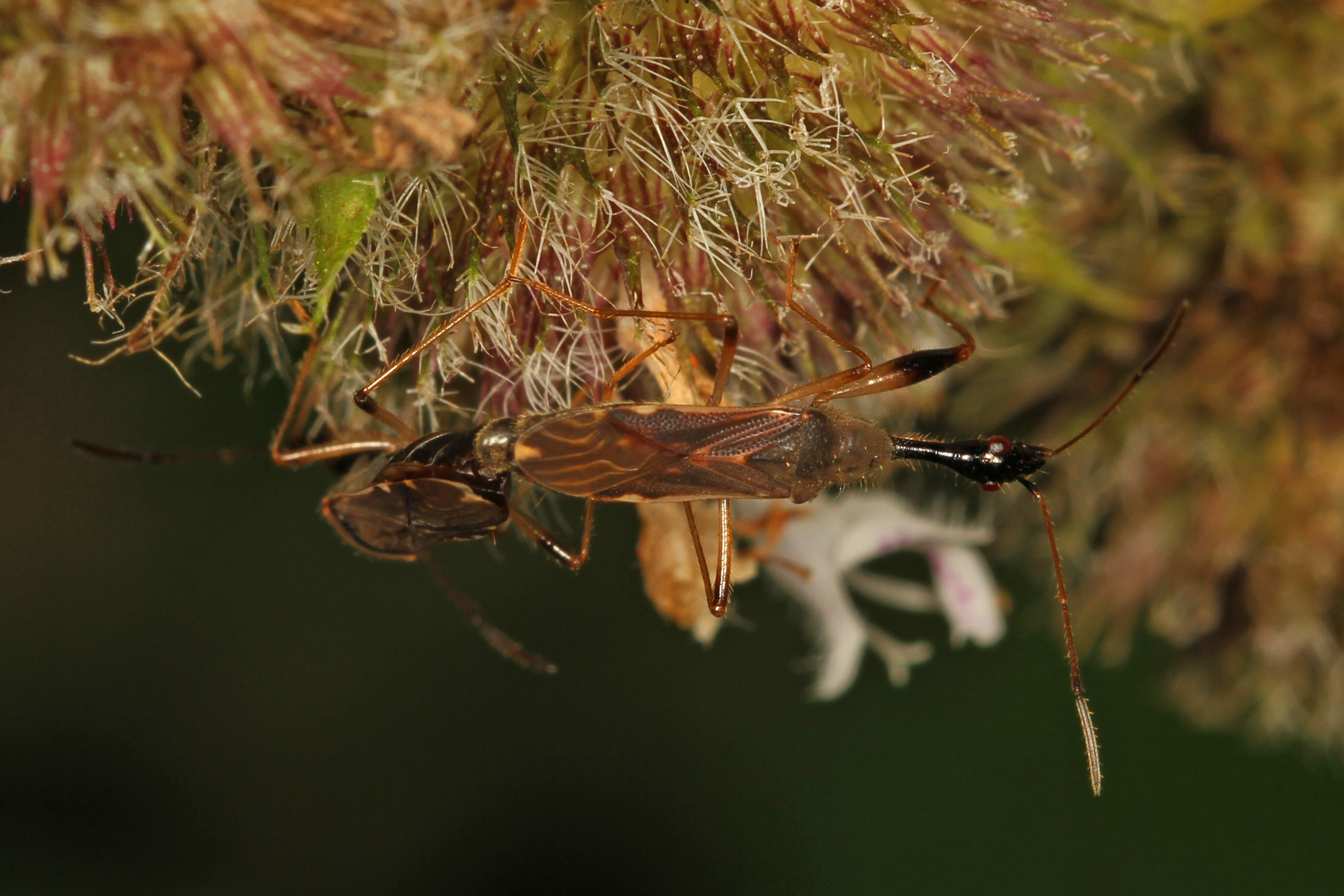
Myodochini : Myodocha serripes, Virginie (États-Unis).
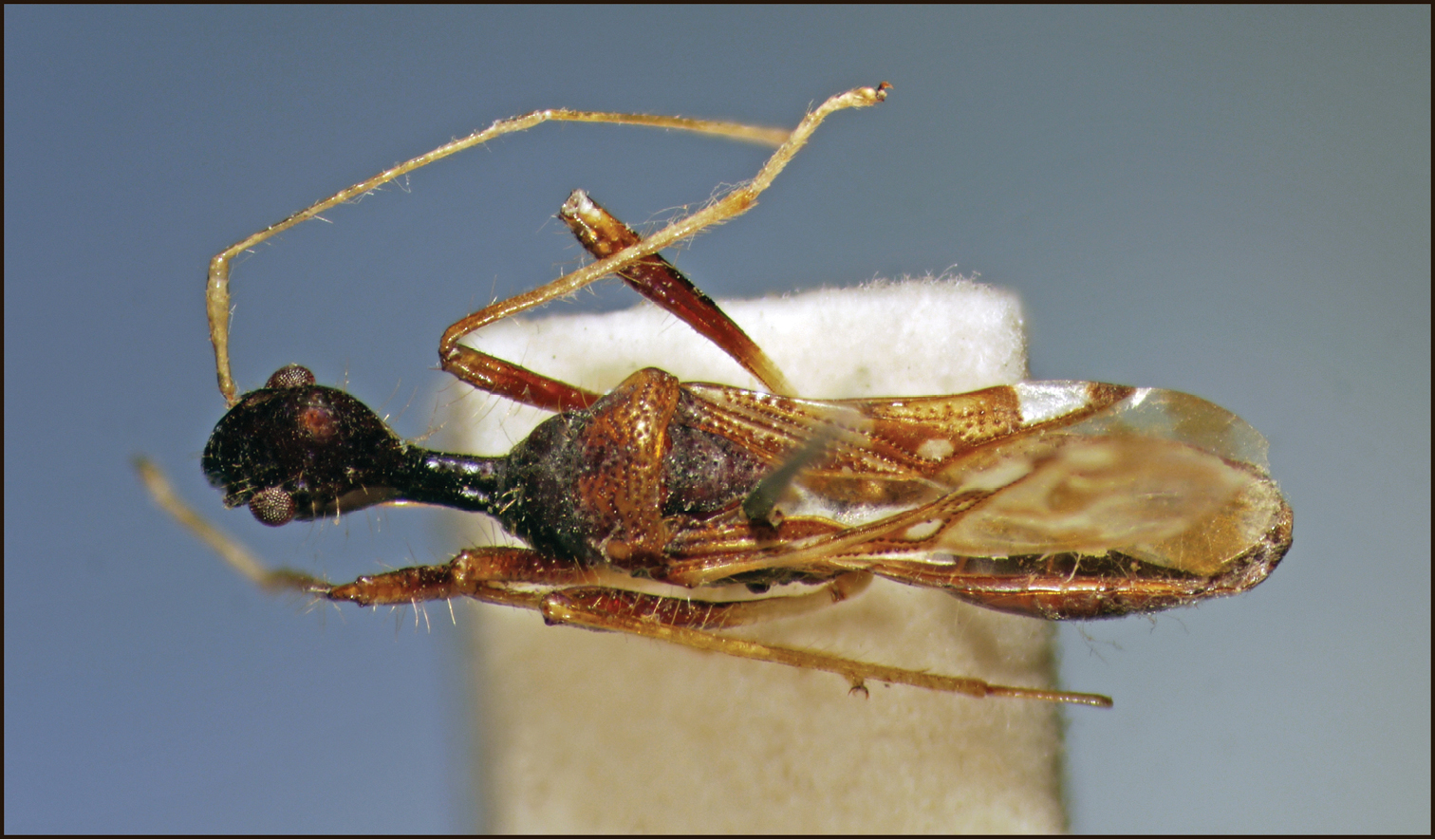
Ozophorini : Vertomannus borneensis.
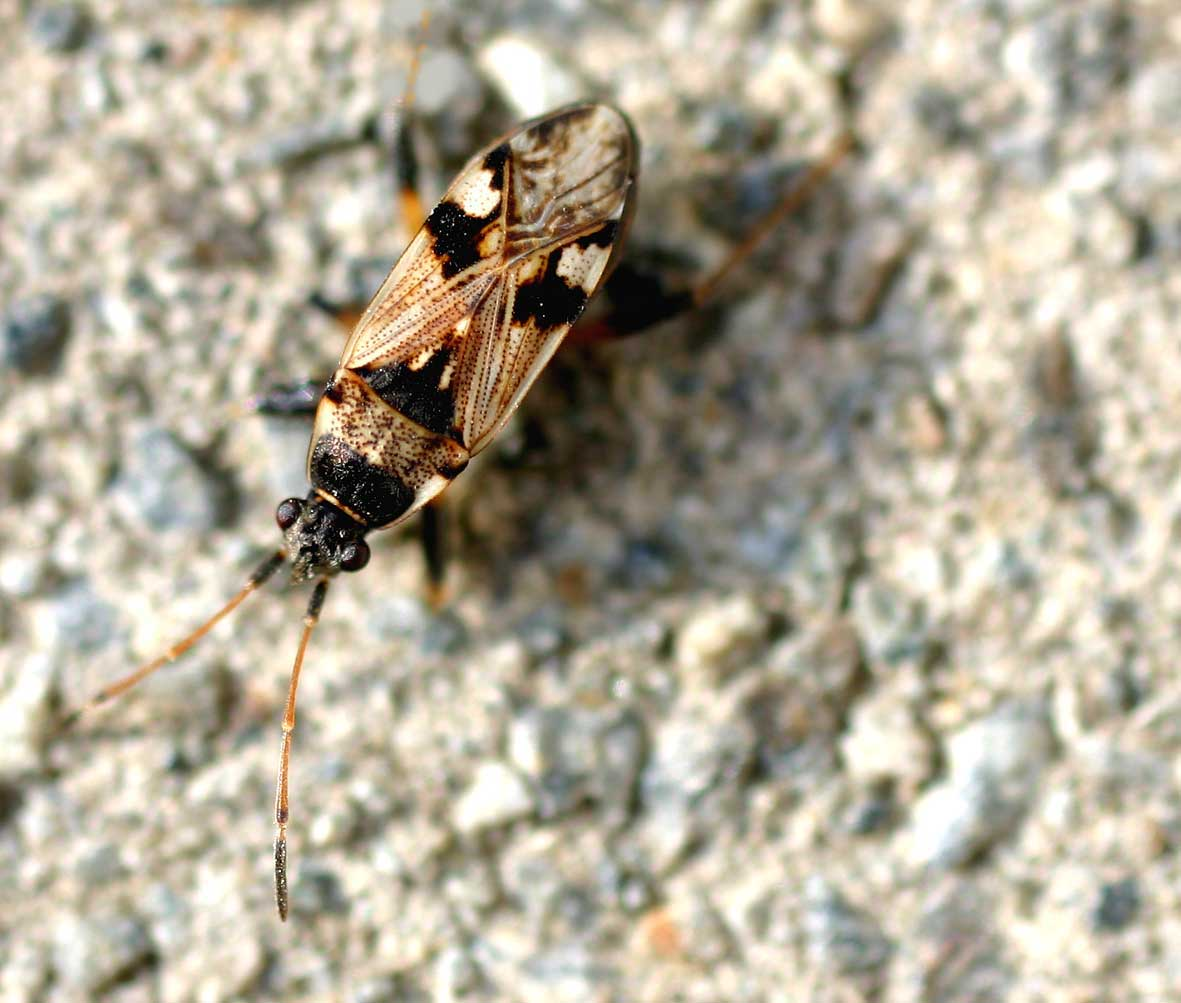
Rhyparochromini : Beosus maritimus.
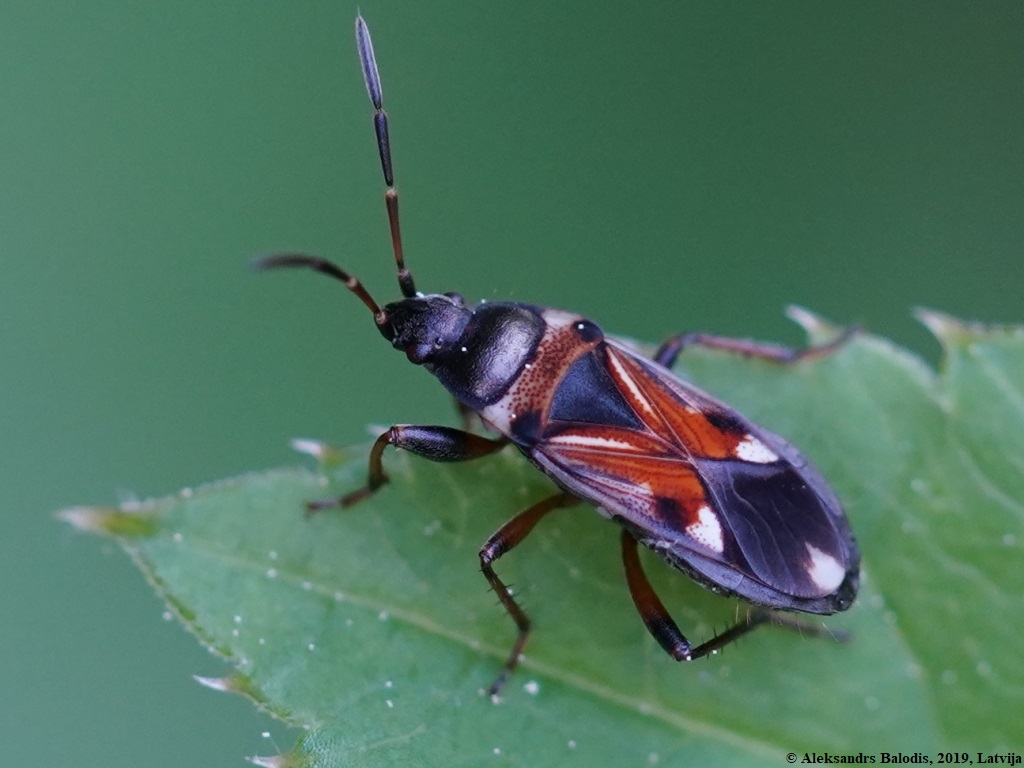
Rhyparochromini : Raglius alboacuminatus.
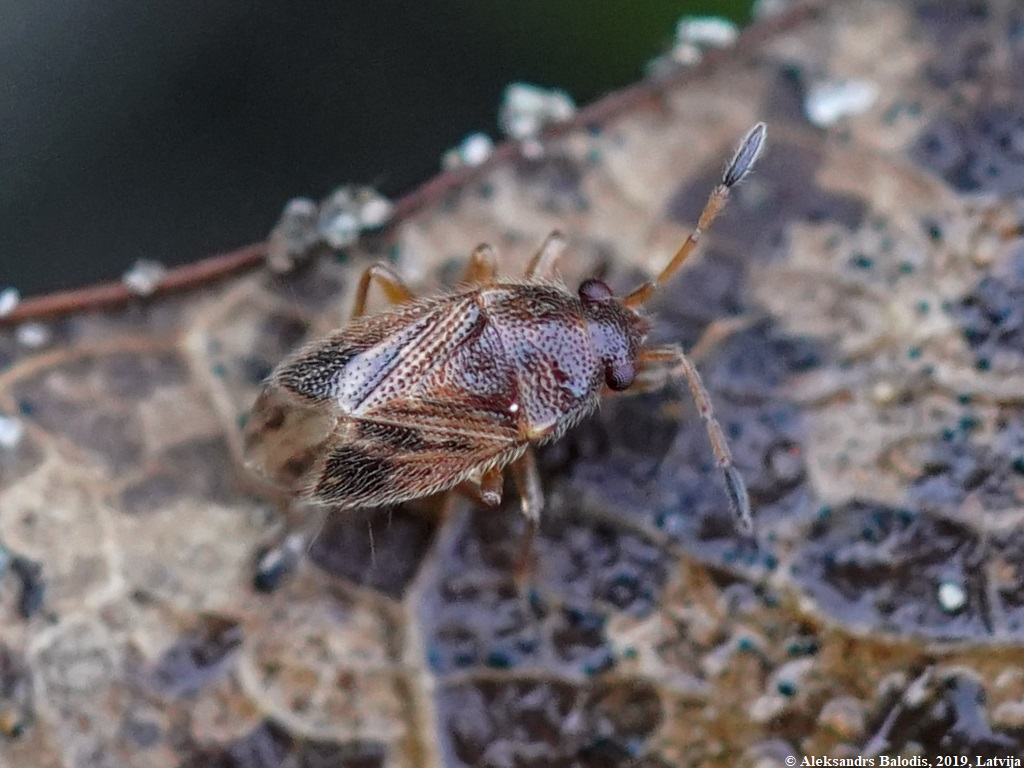
Stygnocorini : Stygnocoris sabulosus.
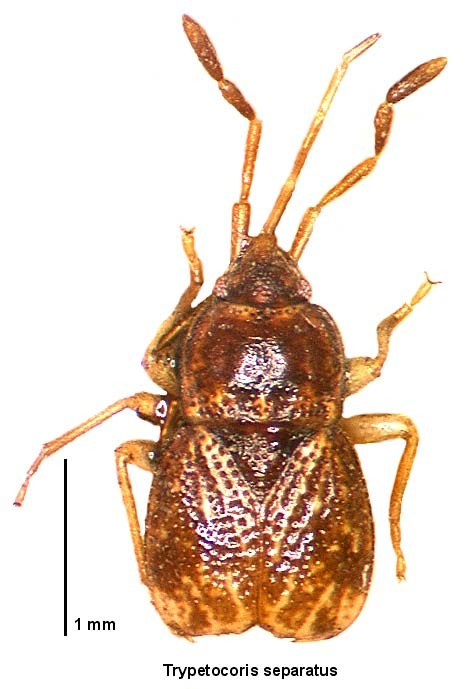
Targaremini : Trypetocoris separatus (Nouvelle-Zélande).
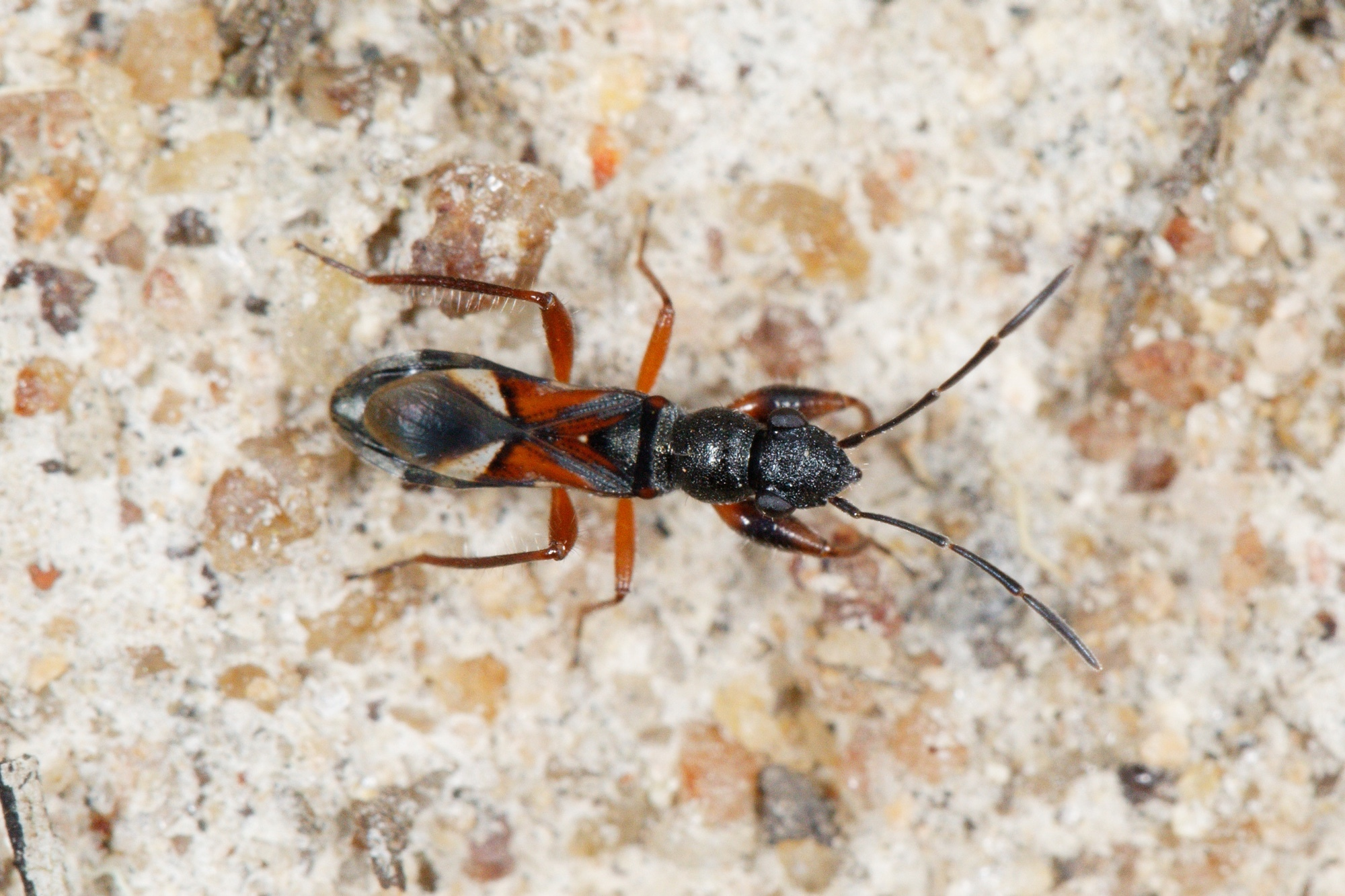
Udeocorini : Daerlac cephalotes (Australie).

### Étymologie
Le nom Rhyparochromidae vient des mots grecs rhyparos, qui signifie « terre » ou « poussière, saleté », et chromus, qui signifie « couleur ». Le nom signifie donc « de couleur sale », ce qui renvoie à la coloration principale brunâtre de la plupart de ces punaises, qu'on retrouve dans la litière, avec laquelle elles sont plutôt mimétiques. 

### Fossiles
Plusieurs fossiles ont été trouvés, certains sans sous-famille ou tribu associée (†Linnaea Scudder 1890, avec 6 espèces éteintes différentes, et †Tiromerus Scudder 1890, avec 2 espèces), soit dans la sous-famille des Rhyparochrominae. Dans cette dernière, on en a retrouvés dans les tribus suivantes : 
- Drymini, une espèce fossile et éteinte dans chacun des genres Drymus et Scolopostethus),
- Gonianotini, neuf espèces fossiles, dont quatre dans le genre Aphanus, une dans le genre Pionosomus et quatre dans le genre Trapezonotus),
- Lethaeini, avec une espèce dans le genre actuel Diniella, et un genre éteint, Miagonates, avec une espèce,
- Myodochini, deux genres actuels, Cholula et Ligyrocoris, avec chacun une espèce fossile, et huit genres fossiles avec au total douze espèces.
- Rhyparochromini, avec quatre espèces éteintes, dont trois dans le genre actuel Raglius, et une dans le genre actuel Rhyparochromus.

### Liste des sous-familles et des tribus
Selon BioLib (21 décembre 2022) complété à partir de Lygaeoidea Species Files :
- sous-famille Plinthisinae Slater & Sweet, 1961
- sous-famille Rhyparochrominae Amyot & Audinet-Serville, 1843
  - tribu Antillocorini Ashlock, 1964
  - tribu Cleradini Stål, 1874
  - tribu Drymini Stål, 1872
  - tribu Gonianotini Stål, 1872
  - tribu Lethaeini Stål, 1872
  - tribu Lilliputocorini Slater & Woodward, 1982
  - tribu Megalonotini J. A. Slater, 1957
  - tribu Myodochini Blanchard, 1845
  - tribu Ozophorini Sweet, 1964
  - tribu Phasmosomini Kiritshenko, 1938
  - tribu Rhyparochromini Amyot & Audinet-Serville, 1843
  - tribu Stygnocorini Gulde, 1937
  - tribu Targaremini Ashlock, 1964
  - tribu Udeocorini Sweet, 1967